# Rajdowe Mistrzostwa Czech 2011
Ten artykuł dotyczy sezonu 2011 Rajdowych Samochodowych Mistrzostw Czech, dziewiętnastej edycji tej serii.
Mistrzostwo Czech w sezonie 2011 wywalczyła załoga Roman Kresta i Petr Gross, startująca Škodą Fabią S2000, w zespole Adell Mogul Racing Team. Załoga ta zdobyła 217 punktów. Wyprzedziła ona Jana Kopeckiego i Petra Starego (Škoda Fabia S2000 w barwach teamu Škoda Motorsport) o 67 punktów i Václava Pecha juniora i Petra Uhela (Mitsubishi Lancer Evo IX w barwach teamu EuroOil Čepro Czech National Team) o 90 punktów.
Mistrzostwa Czech miały się składać z siedmiu rajdów. Jednak druga eliminacja mistrzostw, Rajd Šumava, została przerwana i niedokończona. Przyczyną takiej sytuacji był wypadek załogi Jiří Skoupil - Jiří Volf (Citroën C2 S1600) na 2. oesie, w wyniku którego śmierć poniósł kierowca.

## Kalendarz
| Runda | Data          | Rajd                                  | Baza              | Nawierzchnia | Zwycięzca      |
| ----- | ------------- | ------------------------------------- | ----------------- | ------------ | -------------- |
| 1     | 25.03 - 26.03 | 30. Bonver Valašská Rally 2011        | Valašské Meziříčí | asfalt       | Jan Kopecký    |
| 2     | 07.04 - 09.04 | 46. Mogul Rallye Šumava Klatovy 2011  | Klatovy           | asfalt       | rajd przerwany |
| 3     | 27.05 - 28.05 | 39. Rallye Český Krumlov 2011         | Český Krumlov     | asfalt       | Roman Kresta   |
| 4     | 10.06 - 11.06 | 7. Agrotec Mogul Rally Hustopeče 2011 | Hustopeče         | asfalt       | Jan Kopecký    |
| 5     | 01.07 - 03.07 | 38. Rally Bohemia 2011                | Mladá Boleslav    | asfalt       | Pavel Valoušek |
| 6     | 26.08 - 28.08 | 41. Barum Czech Rally Zlín 2011       | Zlin              | asfalt       | Jan Kopecký    |
| 7     | 23.09 - 24.09 | 33. Rally Příbram 2011                | Przybram          | asfalt       | Roman Kresta   |

## Klasyfikacje

### Klasyfikacja generalna (pierwsza dziesiątka)
| Poz. | Kierowca           | VAL | SUM     | CEK | HUS | BOH | BAR | PRI | Suma punktów |
| ---- | ------------------ | --- | ------- | --- | --- | --- | --- | --- | ------------ |
| 1    | Roman Kresta       | 2   | przerw. | 1   | 2   | NU  | 2   | 1   | 217          |
| 2    | Jan Kopecký        | 1   |         |     | 1   |     | 1   |     | 150          |
| 3    | Václav Pech junior | 4   | przerw. | 3   | 3   | NU  | NU  | 2   | 127          |
| 4    | Pavel Valoušek     | 3   | przerw. | 2   | NU  | 1   | NU  |     | 116          |
| 5    | Václav Arazim      | 8   | przerw. | 8   | 5   | 2   | 8   | 8   | 84           |
| 6    | Roman Odložilík    | 6   | przerw. | 5   |     | NU  | 3   | 4   | 72           |
| 7    | Jaroslav Orsák     | NU  | przerw. | NU  | 4   | NU  | 4   | 5   | 61           |
| 8    | Daniel Běhálek     | 10  | przerw. | 4   | 6   | NU  | 6   | 7   | 58           |
| 9    | Jan Šlehofer       |     |         | NU  | 7   | 3   | NU  | 12  | 41           |
| 10   | Vojtěch Štajf      | 11  | przerw. | 6   | NU  | 4   | 11  | NU  | 41           |

### S2000 (pierwsza trójka)
System punktacji 20-15-12-10-8-6
| Poz. | Kierowca       | VAL | SUM     | CEK | HUS | BOH | BAR | PRI | Suma punktów |
| ---- | -------------- | --- | ------- | --- | --- | --- | --- | --- | ------------ |
| 1    | Roman Kresta   | 2   | przerw. | 1   | 2   | NU  | 2   | 1   | 85           |
| 2    | Jan Kopecký    | 1   |         |     | 1   |     | 1   |     | 60           |
| 3    | Pavel Valoušek | 3   | przerw. | 2   | NU  | 1   | NU  |     | 47           |

### Grupa N (pierwsza trójka)
| Poz. | Kierowca       | VAL | SUM     | CEK | HUS | BOH | BAR | PRI | Suma punktów |
| ---- | -------------- | --- | ------- | --- | --- | --- | --- | --- | ------------ |
| 1    | Václav Arazim  | 2   | przerw. | 3   | 1   | 1   | 3   | 2   | 91           |
| 2    | Daniel Běhálek | 3   | przerw. | 1   | 2   | NU  | 1   | 1   | 85           |
| 3    | Vojtěch Štajf  | 4   | przerw. | 2   | NU  | 3   | 6   | NU  | 41           |